# Haralson (Géorgie)
Pour les articles homonymes, voir Haralson.
Haralson est une ville américaine située dans les comtés de Coweta et de Meriwether, en Géorgie. Selon le recensement de 2020, sa population est de 172 habitants.